# Ostry dyżur. Mordo ty moja
Ostry dyżur. Mordo ty moja – reedycja drugiego studyjnego studyjnego albumu zespołu Grupa Operacyjna. Została wydana 19 października 2007 roku i wzbogacona o 5 utworów oraz płytę DVD z teledyskami, videowywiadem z zespołem i materiałem z koncertu. Wydawnictwo promują single: „Mordo ty moja” i „Północ”.

## Lista utworów
Płyta CD
1. „Intro”
2. „Miejsce dla wariatów”
3. „Bądź sobą”
4. „Nie będzie niczego”
5. „Świr”
6. „Kompleksy”
7. „Stawka większa niż życie” (gościnnie: Mezo)
8. „Róże”
9. „Północ” (gościnnie: Krzysztof Kiljański)
10. „Prymityw”
11. „Wysokie kwoty”
12. „Toast”
13. „Ojczyzna”
14. „Mikrofon pod napięciem” (gościnnie: DMF & ReZO)
15. „Mordo ty moja”
16. „Mordo ty moja cz. 2”
17. „Podobne przypadki”
18. „Wiosna”
19. „Bądź sobą (WP Remix)”

Płyta DVD
1. Nie będzie niczego
2. Bądź sobą
3. Świr
4. La Magra
5. Relacja z koncertu Wałbrzych 2007
6. Wywiad z zespołem